# Вејнсборо (Вирџинија)
Вејнсборо (енгл. Waynesboro) град је у америчкој савезној држави Вирџинија. По попису становништва из 2010. у њему је живело 21.006 становника.

## Демографија
Према попису становништва из 2010. у граду је живело 21.006 становника, што је 1.486 (7,6%) становника више него 2000. године.
|                   | 2010.           | 2000.           |
| Укупно            | 21 006 (100,0%) | 19 520 (100,0%) |
| Белци             | 16 704 (79,52%) | 16 492 (84,49%) |
| Афроамериканци    | 2 229 (10,61%)  | 1 945 (9,964%)  |
| Хиспаноамериканци | 1 337 (6,365%)  | 643 (3,294%)    |
| Остали            | 582 (2,771%)    | 328 (1,680%)    |
| Азијати           | 154 (0,733%)    | 112 (0,574%)    |